# Удлинённый квадратный гиробикупол
Удлинённый квадратный гиробикупол или псевдоромбокубооктаэдр (по Залгаллеру — удлинённый четырёхскатный повёрнутый бикупол) — один из многогранников Джонсона (J37 = (по Залгаллеру) М5+П8+М5); один из двух псевдооднородных многогранников, другой — большой псевдоромбокубооктаэдр. Тело, обычно, не считается архимедовым телом, хотя его грани и являются правильными многоугольниками и многоугольники вокруг каждой вершины те же самые, но, в отличие от 13 архимедовых тел, многогранник не обладает глобальной симметрией, переводящей любую вершину в любую другую (хотя Грюнбаум предлагал добавить многогранник к традиционному списку архимедовых тел в качестве 14-го тела).
Тело, возможно, было открыто Иоганном Кеплером в его перечислении архимедовых тел, но первое ясное появление многогранника в печати было в работе Дункана Соммервиля в 1905. Многогранник был независимо переоткрыт Д. Ч. П. Миллером в 1930 (по ошибке, когда он пытался построить модель ромбокубооктаэдра, а затем его переоткрыл В. Г. Ашкинузе в 1957.
Многогранник Джонсона — это один из 92 строго выпуклых многогранников, имеющих правильные грани, но не являющийся однородным (то есть он не правильный, не архимедов, не призма или антипризма). Название многограннику дал Нортон Джонсон, который первым перечислил эти многогранники в 1966.

## Построение и связь с ромбокубооктаэдром
Как показывает название, многогранник может быть построен как удлинение квадратного гирокупола (J29 = М5+М5) со вставкой восьмиугольной призмы между двумя половинками.
| Ромбокубооктаэдр | Разобранный на секции ромбокубооктаэдр | Псевдоромбокубооктаэдр |

Тело можно рассматривать также как результат поворота одного из квадратных куполов (J4 = М5) ромбокубооктаэдра (который является одним из архимедовых тел и который известен как удлинённый квадратный ортобикупол) на 45 градусов. Таким образом, многогранник является повёрнутым ромбокубооктаэдром, откуда тело получило второе название — псевдоромбокубооктаэдр. Иногда о нём говорят как о «четырнадцатом архимедовом теле».
Это свойство не имеет место для пятиугольного двойника, повёрнутого ромбоикосододекаэдра.

## Симметрии и классификация
Удлинённый квадратный гиробикупол обладает симметрией D4d. Тело локально вершинно однородно — расположение четырёх граней, смежных любой вершине, то же самое, что и у других вершин. Это свойство уникально среди тел Джонсона. Однако многогранник не вершинно транзитивен, а следовательно, не считается (как правило) архимедовым телом, поскольку существует пара вершин, которые не переходят одна в другую изометрией. По существу, можно различить два вида вершин по «соседям их соседей.» Другой путь увидеть, что многогранник не вершинно транзитивен — обратить внимание на то, что существует только один пояс из восьми квадратов по экватору.
Если выкрасить грани согласно симметрии D4d, получим:
| pseudorhombicuboctahedron | pseudorhombicuboctahedron | Дельтоидный псевдоикосотетраэдр (двойственный) |
| ------------------------- | ------------------------- | ---------------------------------------------- |
| развёртка                 |                           |                                                |

Есть 8 (зелёных) квадратов вдоль экватора, 4 (красных) треугольника и 4 (жёлтых) квадрата над и под экватором и по одному (синему) квадрату на каждом полюсе.

## Связанные многогранники и соты
Удлинённый квадратный гиробикупол может образовать заполняющие пространство соты совместно с правильным тетраэдром, кубом и кубооктаэдром. Он также образует другие соты с тетраэдром, квадратной пирамидой и различными комбинациями кубов, удлинённых четырёхугольных пирамид и удлинённых четырёхугольных бипирамид.

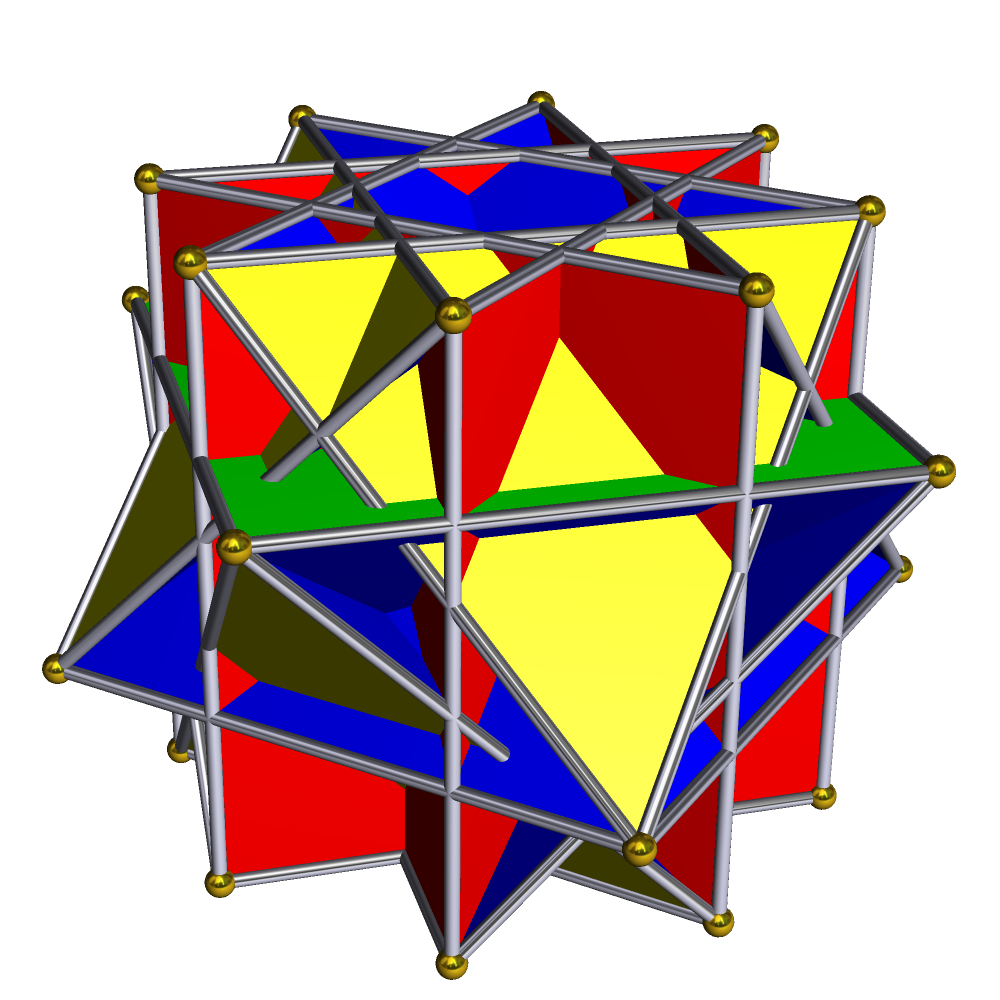

Большой псевдоромбокубоктаэдр является невыпуклым аналогом псевдоромбокубооктаэдра, он построен аналогичным образом из невыпуклого большого ромбокубооктаэдра.

## В химии
Ион поливанадата [V18O42]12− имеет псевдоромбокубооктаэдральную структуру, в которой каждая квадратная грань действует как основание пирамиды VO5.